# Marganell
Marganell là một đô thị trong comarca Bages, tỉnh Barcelona, Catalonia, Tây Ban Nha.

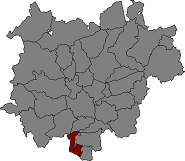
vị trí của Marganell

## Biến động dân số
| 1900 | 1930 | 1950 | 1970 | 1986 | 2007 |
| ---- | ---- | ---- | ---- | ---- | ---- |
| 233  | 267  | 275  | 240  | 217  | 292  |